# Szew czołowo-jarzmowy

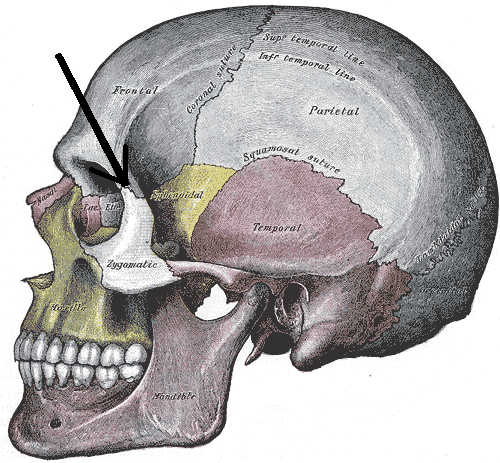
Czaszka człowieka. Szew czołowo-jarzmowy oznaczony strzałką

Szew czołowo-jarzmowy (łac. sutura frontozygomatica) – szew czaszki łączący kość czołową z kością jarzmową.
U człowieka łączy wyrostek jarzmowy kości czołowej z wyrostkiem czołowym kości jarzmowej.
Zarasta (kostnieje) u owcy domowej i konia domowego w 5–7 roku życia, u świni domowej i bydła domowego w 7–10 roku życia.